# Miri Regev

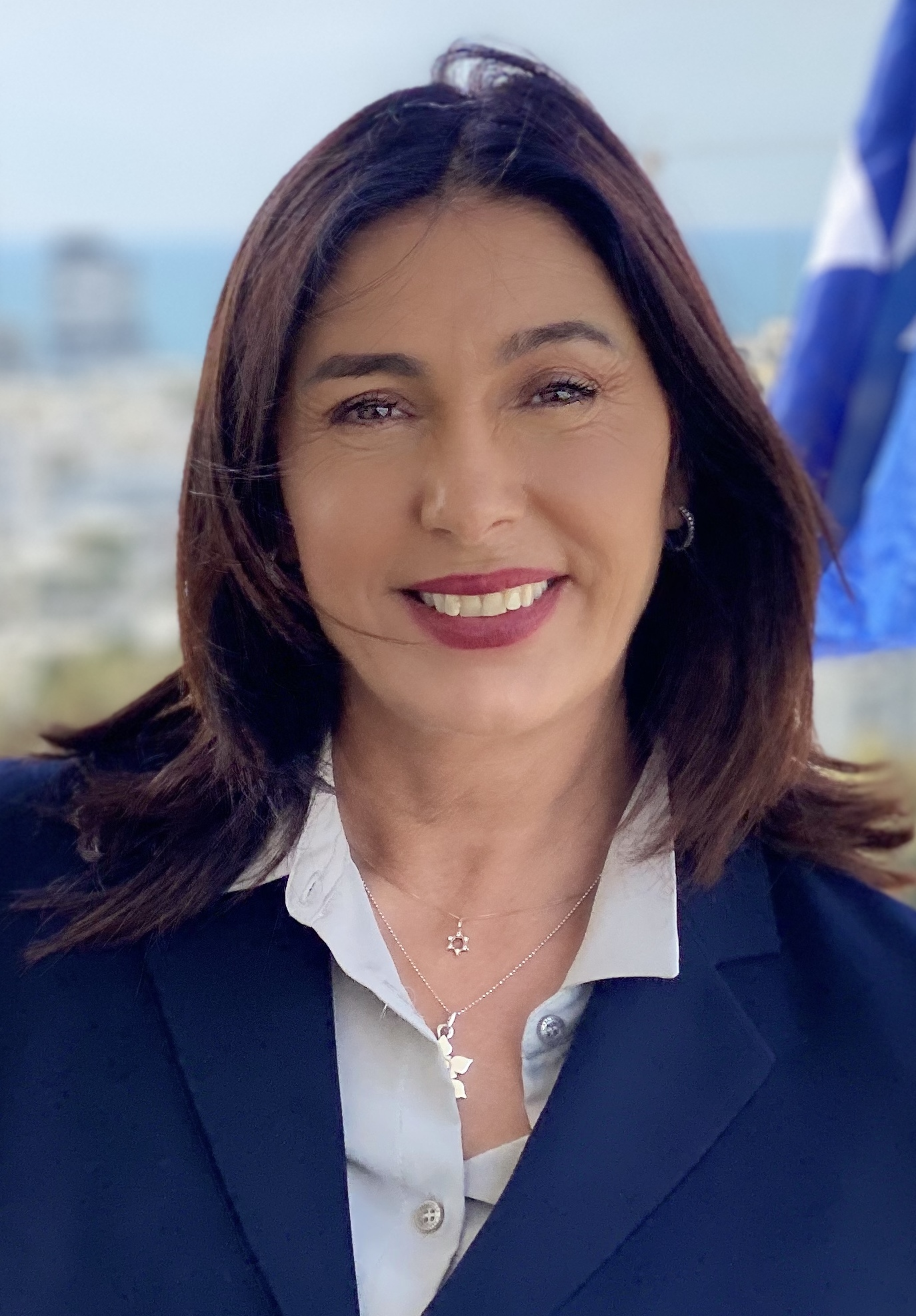
Miri Regev, 2020

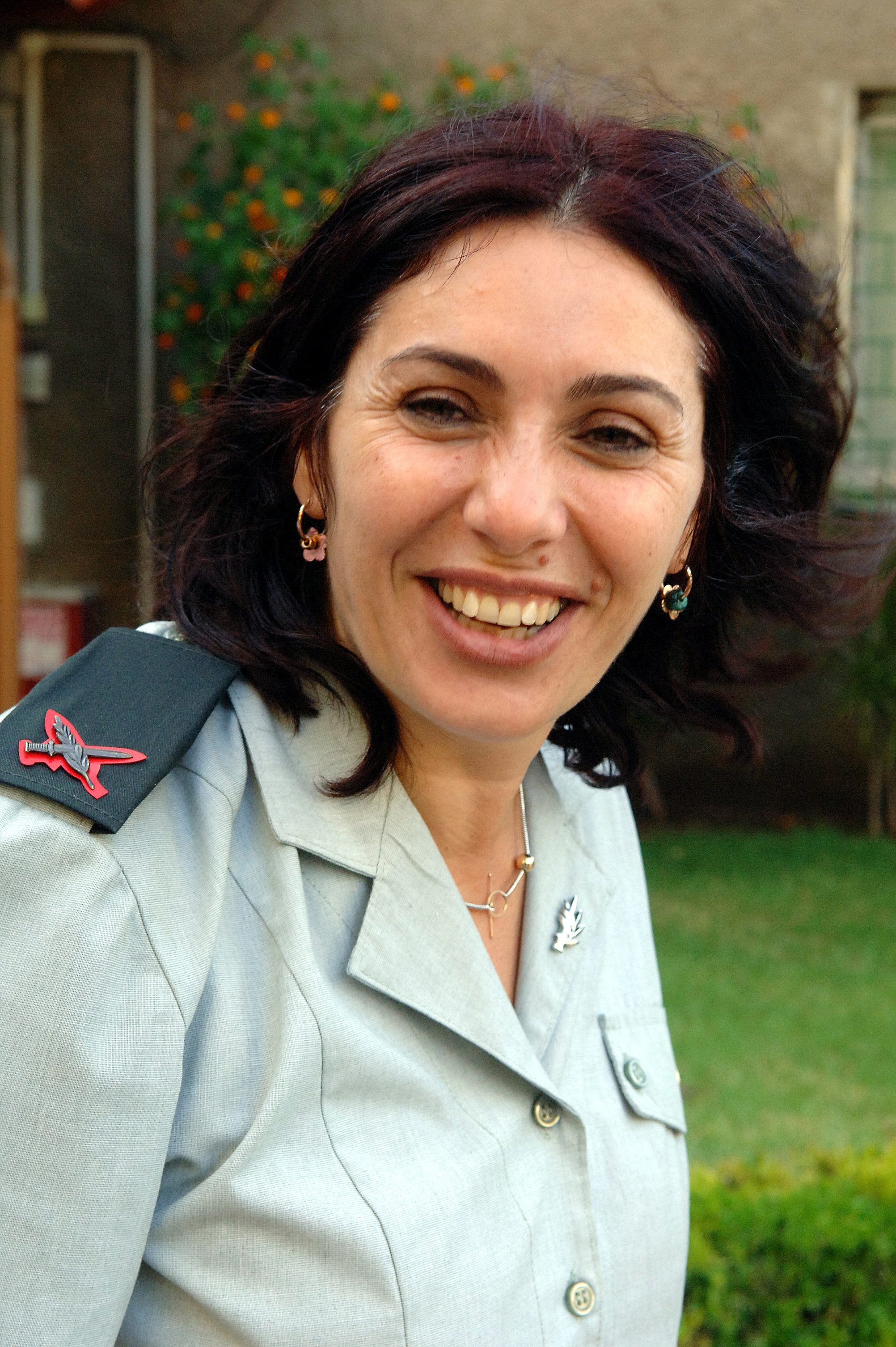
IDF Sprecherin Brigadegeneral Miri Regev, 2005

Miriam „Miri“ Regev (hebräisch מרים "מירי" רגב‎, * 26. Mai 1965 als Miriam Siboni in Kirjat Gat) ist eine israelische Offizierin und Politikerin (Likud). Seit Dezember 2022 ist Regev Verkehrsministerin im Kabinett Netanjahu VI. Das Amt hatte sie zuvor bereits von Mai 2020 bis Juni 2021 inne.
Sie war bei den Israelischen Streitkräften zuletzt von Juni 2005 bis Juli 2007 Pressesprecherin im Rang einer Brigadegeneralin. Der Knesset gehört sie seit 2009 an und war von Mai 2015 bis Mai 2020 Ministerin für Kultur und Sport.

## Leben

### Studium und Militärdienst
Regev trat mit 18 Jahren in die Armee ein und diente in den frühen 1980er Jahren in der Gadna. Ab 1986 war sie Pressesprecherin des Israelischen Südkommandos, und 2002 wurde sie stellvertretenden Pressesprecherin der israelischen Streitkräfte. Während der Militärzeit erwarb sie einen Bachelor in Erwachsenenbildung und einen Mastergrad in Betriebswirtschaft. 2004 wurde sie Leiterin der israelischen Militärzensur. Im Juni 2005 wurde sie in den Rang einer Brigadegeneralin befördert und bekleidete dann bis 2007 das Amt der IDF-Pressesprecherin.

### Politik

#### Abgeordnete
2008 trat Regev dem Likud bei und erreichte bei den Vorwahlen den 27. Listenplatz zur Knessetwahl 2009, der schließlich auch der letzte erfolgreiche Listenplatz der Partei in dieser Wahl war. Sie sieht sich selbst als eine führende Vertreterin des rechten Flügels der israelischen Politik.
Im Zusammenhang mit gewalttätigen Ausschreitungen israelischer Jugendlicher bei einer Demonstration gegen sudanesische Flüchtlinge in Tel Aviv erklärte Regev 2012: „Die Sudanesen sind wie ein Krebs in unserem Körper.“ Zunächst bestritt Regev diese Aussage im Nachhinein, Videos der Demonstration belegten jedoch eindeutig ihre rassistischen Äußerungen. Am folgenden Tag entschuldigte sie sich und versicherte, dass es nicht ihre Absicht gewesen sei, Holocaust-Überlebende oder Krebskranke zu verletzen. Allerdings würde z. B. auch Schalom Achschaw die Siedler als „Krebsgeschwür“ bezeichnen.
Nachdem Regev in einer Fotomontage in einer Nazi-Uniform gezeigt worden war, erklärte sie im November 2012 in einem Fernsehinterview, sie sei „glücklich, Faschistin zu sein“.

#### Kultusministerin
Bei den Parlamentswahlen im Januar 2013 sowie im März 2015 wurde Regev erneut in die Knesset gewählt, wobei sie 2015 auf dem sicheren fünften Listenplatz antrat und bei der Bildung der neuen Regierung das Amt der Kulturministerin übernahm.
Regev engagierte sich bereits in ihrer Militärzeit für die Rechte von Lesben und Schwulen in den Streitkräften und nahm kurz nach ihrem Amtsantritt als Kulturministerin 2015 an der Gay-Pride-Parade in Tel Aviv teil. Sie sorgte damit für Unmut in konservativen Milieus.
Regevs Amtsführung führte teilweise zu erheblichem Protest. Mehr als 3.000 prominente israelische Schauspieler und Regisseure unterzeichneten eine Petition gegen ihre Politik, die „anti-demokratische Maßnahmen“ gegen Künstler beinhalte, die nicht mit den Ansichten der Ministerien übereinstimmten. So drohte Regev etwa mit der Kürzung staatlicher Zuschüsse, nachdem sich der israelische Schauspieler Norman Issa weigerte, vor Siedlern im Jordantal aufzutreten, und rechtfertigte dies damit, dass sie die Vergabekriterien festlege. Wenn Zensur notwendig sei, werde sie zensieren. Wenige Tage darauf erklärte Issa, dass ein klärendes Gespräch mit Regev das vorangegangene Blätterrauschen über die Subventionskürzungen widerlegt habe. Er behielt seine Zuschüsse und willigte ein, dass sein arabisch-jüdisches Emina-Theater auch vor Siedlern auftritt. Regev lobte sein Theater als Beispiel für gelebte Koexistenz. Auch dem Jerusalem Film Festival drohte Regev mit dem Entzug der Finanzierung, weil dort ein Film über den Rabin-Mörder Jigal Amir gezeigt werden sollte. Nach Verhandlungen mit dem Kultusministerium wurde der Film außerhalb des Festivalprogramms in einem Privatkino gezeigt.
Als im August 2015 bekannt wurde, dass die Berliner Staatskapelle zusammen mit Dirigenten Daniel Barenboim in Teheran einen Auftritt plant, kündigte Regev einen Protestbrief an die Bundesregierung an. Barenboim, der israelischer Staatsbürger ist, verfolge eine anti-israelische Linie und schwärze Israel bei jeder Gelegenheit an. Die iranische Regierung verbot später den geplanten Auftritt Barenboims mit Verweis auf dessen Staatsbürgerschaft.
Ende August 2015 eröffnete der Leiter des israelischen Rechnungsprüfungsamtes eine Untersuchung gegen Regev, da sie einen Staatsauftrag im Volumen von 2,5 Millionen Schekel ohne das erforderliche Ausschreibungsverfahren an einen mit ihr bekannten Berater vergeben haben soll.
Kurz vor der deutsch-israelischen Regierungskonsultationen im Oktober 2018 hat Israels Kulturministerin Miri Regev Bundeskanzlerin Angela Merkel vor einer Einmischung in interne Angelegenheiten gewarnt. Regev äußerte sich mit Blick auf den Streit um die Beduinensiedlung Chan al-Ahmar, die auf Geheiß der israelischen Regierung abgerissen werden soll. „Ich rate ihr, sich mit den Problemen ihres eigenen Landes zu beschäftigen“, sagte Regev am 3. Oktober dem Nachrichtenportal Aruz 7. „Wir respektieren Frau Merkel“, sagte die Ministerin weiter. „Aber bei allem Respekt, den ich ihr zolle, erwarte ich von ausländischen Politikern, die hierher zu Besuch kommen, dass sie sich nicht in interne Probleme einmischen.“

#### Verkehrsministerin
Von Mai 2020 bis Juni 2021 stand sie dem Ministerium für Verkehr, nationale Infrastruktur und Verkehrssicherheit vor. Seit 29. Dezember 2022 ist Regev erneut Verkehrsministerin im Kabinett Netanjahu VI.
Anfang Juli 2025 gehörte Regev zu den Unterzeichnern eines Briefes an Ministerpräsident Netanjahu, in dem 14 Minister der Likud-Partei sowie Knesset-Sprecher Amir Ohana die sofortige Annexion des Westjordanlandes forderten.

### Familie
Regev ist verheiratet und hat drei Kinder.